# Atomic Blonde
Atomic Blonde is een Amerikaanse spionagefilm uit 2017, geregisseerd door David Leitch en gebaseerd op de striproman The Coldest City uit 2012 van Antony Johnston en Sam Hart. De film ging in première op 12 maart op het South by Southwest filmfestival.

## Verhaal
In 1989, vlak voor de ineenstorting van de Berlijnse Muur, wordt MI6-agent James Gascoigne aangereden en doodgeschoten door KGB-agent Yuri Bakhtin. Hij steelt een microfilm die verborgen zit in het polshorloge van Gascoigne. Deze lijst bevat de namen van alle actieve  spionnen in de Sovjet-Unie.
Tien dagen later wordt Lorraine Broughton, een topspion voor MI6, ondervraagd door MI6-directeur Eric Gray en tegen de zin van Lorraine in aanwezigheid van CIA-agent Emmett Kurzfeld over haar missie naar Berlijn. 
De dag na de dood van Gascoigne wordt Lorraine door Gray en zijn superior C naar Berlijn gestuurd om de lijst en de dubbelspion Satchel te vinden. Deze Satchel is een agent die jarenlang informatie aan de Sovjets verkoopt en Gascoigne verraden heeft. 
Haar dekmantel is om als vertegenwoordiger van de familie het lichaam van Gascoigne te repatriëren. Als ze in West-Berlijn aankomt blijkt haar dekmantel al gelekt te zijn en wordt ze opgewacht door KGB-agenten die werken voor wapenhandelaar en KGB-medewerker Aleksander Bremovych. Bremovych wil ook de lijst van Bakhtin bemachtigen. Ze ontsnapt en komt in contact met agent David Percival. 
Omdat Percival nog geen spoor van de lijst heeft doorzoekt ze het appartement van Gascoigne en ontdekt daar een foto van Percival samen met Gascoigne. Dit terwijl Percival ontkend heeft Gascoigne ooit ontmoet te hebben. Tijdens haar onderzoek in het appartement duiken ineens politieagenten op. Omdat Percival de enige was die van haar zoektocht in het appartement op de hoogte was, groeit het vermoeden dat hij Satchel is. 
Lorraine ontmoet ook Delphine Lasalle, een naïeve Franse agent en gaat een relatie met haar aan.
Bakhtin heeft het voornemen de lijst te verkopen aan de hoogste bieder en maakt dat bekend bij de Horlogemaker, dat is tevens de persoon die contacten onderhoudt met de spionnen in Oost-Berlijn. Percival heeft Bakhtin afgeluisterd, doodt hem en komt zo in het bezit van de lijst. Hij heeft daarna een ontmoeting met Bremovych om de overdracht van de lijst te regelen. Die ontmoeting wordt door Lasalle gefotografeerd. 
Gascoigne had de lijst van een Stasi-officier met codenaam Spyglass gekregen. Die is nu zijn leven niet meer zeker en wil met zijn familie de grens over naar West-Berlijn. Hij kent de lijst uit zijn hoofd. Percival begeleidt tijdens een drukke betoging op straat de vrouw en dochter het land uit. Lorraine begeleidt Spyglass en heeft daarvoor een plan gemaakt met Merkel, haar eigen contactpersoon in Oost-Berlijn. Percival is niet op de hoogte van het hele plan maar heeft wel Bremovych getipt. 
Omdat door een actie met paraplu’s in de demonstratie Bremovych‘ sluipschutter geen goed zicht kan krijgen schiet Percival zelf van enige afstand Spyglass neer. Lorraine schakelt ondertussen de sluipschutter en de overige mannen van Bremovych uit. Ondanks de beste inzet van Lorraine vindt Spyglass toch de dood.
Percival gaat naar het appartement van Lasalle en doodt haar om zichzelf te dekken. Wanneer Lorraine te laat komt om haar te redden, ontdekt ze de foto's die Lasalle heeft gemaakt, waardoor wij denken dat Percival Satchel is. Terwijl Percival zijn bergplaats zelf in brand steekt en een poging doet om te vluchten, schiet Lorraine hem neer en komt zo in bezit van de lijst.
Teruggekeerd bij MI6 toont Lorraine tijdens haar debriefing de foto’s  van Lasalle en laat gemanipuleerde geluidsopnamen van Percival horen. Daar schildert zij hem als verrader af en ontkent ze dat ze de huidige verblijfplaats van de lijst weet. Ze wordt op non actief gesteld. 
Drie dagen later ontmoet ze Bremovych in Parijs, waarin duidelijk wordt dat zij zelf dubbelagent Satchel is. Bremovych heeft door dat zij hem gebruikt heeft en geeft opdracht haar te doden, maar Lorraine doodt zijn handlangers. Voordat zij ook Bremovych doodt, onthult ze dat ze hem vanaf het begin gemanipuleerd heeft. Later in Parijs ontmoet ze Kurzfeld en wordt onthuld dat ze eigenlijk een Amerikaanse CIA triple agent is.

## Rolverdeling
| Acteur          | Personage          |
| --------------- | ------------------ |
| Charlize Theron | Lorraine Broughton |
| James McAvoy    | David Percival     |
| John Goodman    | Emmett Kurzfeld    |
| Til Schweiger   | The Watchmaker     |
| Eddie Marsan    | Spyglass           |
| Sofia Boutella  | Delphine Lasalle   |
| Toby Jones      | Eric Gray          |
| Bill Skarsgård  | Merkel             |
| James Faulkner  | Chief C            |

## Productie
In mei 2015 werd aangekondigd dat de striproman The Coldest City zou verfilmd worden. David Leitch verliet de set van John Wick: Chapter 2 en liet de regie in handen van Chad Stahelski om de regie van Atomic Blonde op zich te nemen.
De filmopnamen gingen van start op 22 november 2015 in Boedapest en de filmset verhuisde later naar Berlijn.
De film kreeg overwegend positieve kritieken van de filmcritici met een score van 75% op Rotten Tomatoes.